# Catharsius gorilloides
Catharsius gorilloides là một loài bọ cánh cứng trong họ Bọ hung (Scarabaeidae).